# Papsukkal
Papsukkal es el dios mensajero en el panteón acadio. Se le identifica en textos acadios tardíos y es conocido sobre todo de la época helenística, en Uruk. Actúa tanto como mensajero y como guardián para el resto del panteón. En su función protectora se le puede encontrar en amuletos. Su consorte es Amasagnul. 
Como visir de los grandes dioses, se asemeja a Ninshubur (visir de Anu), con el que llegó a sincretizarse.
Es el regente del 10º mes en el calendario babilónico y se asocia a la constelación de Orión. Su símbolo es un ave que camina.
Tuvo santuarios en Kiš, Baylon y Akkil. En este último, el E-akkil se ha identifica en el sitio de Mkish, en Mesopotamia. 